# James Harper-Orr
James Harper-Orr (Glasgow, 18 d'octubre de 1878 – Old Polmont, Falkirk, 19 de març de 1956) va ser un jugador d'hoquei sobre herba i criquet escocès que va competir a principis del segle xx.
El 1908 va prendre part en els Jocs Olímpics de Londres, on va guanyar la medalla de bronze en la competició d'hoquei sobre herbal, com a membre de l'equip escocès.
Amb la selecció escocesa de criquet jugà tres partits internacionals entre 1912 i 1913.